# Serena PVCS Version Manager
Der Serena PVCS Version Manager (auch PVCS Version Manager, früher PVCS bzw. Polytron Version Control System) ist eine Software zur Versionsverwaltung von Dateien auf Computern. Er dient speziell bei Textdateien wie Quelltexten, Konfigurationsdateien oder Dokumentationen der Verwaltung und Dokumentation der Änderungen. Er kann ebenso für Binärdateien verwendet werden, verliert dann aber wie viele andere Versionsverwaltungssysteme seinen Nutzen durch die Möglichkeit der Differenzbildung zwischen zwei Dateiversionen.

## Geschichte
PVCS wurde ursprünglich Anfang 1976 von der Firma Polytron entwickelt und war das erste kommerzielle Werkzeug für die Versionierung von Dateien am Markt. Seit der Übernahme des Nachfolgeunternehmens durch Serena Software wird PVCS unter dem Namen Serena PVCS Version Manager vertrieben.

## Funktion
PVCS verwaltet wie CVS einzelne Dateien und kann daher nicht oder nur bedingt zur Verwaltung von ganzen Projekten verwendet werden, da es lediglich den Zustand einer Datei betrachtet und nicht die Struktur eines ganzen Verzeichnisses und seiner Unterverzeichnisse.
Die Berechtigungssteuerung im PVCS ist recht granular über direkte Vergabe von Berechtigungen und Gruppen steuerbar.
Zur Abbildung von Konfigurations-Zuständen eines Projektes können sogenannte Version Labels vergeben werden, die an die jeweilige Dateiversion jeder an dem Projekt beteiligten Datei gebunden werden und so den entsprechenden historischen Zustand wiedergeben können. Version Labels können als floating (mit neueren Versionen mitfließend) und als fixed definiert werden (fest gebunden an die jeweilige Version von Dateien). Die als floating gekennzeichneten Version Labels können dann zu einem passenden Entwicklungsstand fixiert werden.
Zur Unterstützung von implementierten Softwareentwicklungsprozessen kann ein sogenanntes Promotion Model definiert werden. Es spiegelt den Entwicklungsstand der jeweiligen Dateien wider und kann pro Projekt frei konfiguriert werden. Ein Beispiel für ein lineares Promotion Model wäre [Entwicklung],[CodeReview],[AbnahmetestTest],[Produktion]. In diesem kann der Promotion Status zwischen zwei benachbarten Zuständen gewechselt werden oder vom Administrator des Systems auch frei gesetzt werden. Komplexere Promotion Models mit einer Baumstruktur können ebenso komplexere Prozesse im Unternehmen abbilden.
Die Bedienung von PVCS kann sowohl über einige Kommandozeilentools als auch über eine graphische Benutzerschnittstelle (Fat Client und Web Client) erfolgen. Die Integration von PVCS in aktuelle Entwicklungsumgebungen wie Eclipse oder Visual Studio ist auf Grund seiner großen Verbreitung heute noch immer gegeben.
Die aktuelle Version ist PVCS Version Manager 8.5 und für Linux, Solaris, HP-UX, AIX und Windows verfügbar.